# Литвиновичі
Литвиновичі —  село в Україні, у Кролевецькій міській громаді Конотопського району Сумської області. Населення становить 652 осіб. До 2020 орган місцевого самоврядування — Литвиновицька сільська рада.

## Географія
Село Литвиновичі знаходиться на правому березі річки Клевень в місці впадання в неї річки Стрижень, вище за течією на відстані 3 км розташоване село Антонівка, нижче за течією на відстані 4 км розташоване село Камінь, вище за течією річки Стрижень на відстані 1,5 км розташоване село Воргол. До районного центру м. Кролевець - 35 км. Навколо села проведено багато іригаційних каналів. Поруч проходить автомобільна дорога Т 1911.

## Фауна
У річці біля села живуть червонокнижні тварини - хохулі руські. 6 серпня 2018 року дослідник Олександр Ємець зустрів хохулю поблизу села. Схоже, це був останній зафіксований випадок, коли в Україні бачили хохулю.

## Символіка
На гербі на червоному тлі зображена погоня, під нею кленовий листочок. Погоня була гербом Великого Князівства Литовського, що символізує про назву села і що село населяють литвини (герб є промовистим). Кленовий листочок символізує річку Клевень (з литовської кленова). Червоне тло - село відноситься до Кролевецької громади.

## Історія
Село виникло в кінці XVI ст. і належало путивлянину Леонтію Литвинову. На початку XVII ст. село занепадає через бойові дії Смутного часу. Після передачі Середнього Посейм’я Речі Посполитій було засновано укріплений феодальний двір на старому давньоруському городищі, яке також отримало Литвиновичі. З середини XVII ст. село отримало самоврядування і увійшло до складу Ніжинського полку, а на території феодального двору побудовано парафіяльну церкву. У XVII ст. тут нетривалий час знаходився феодальний замок або укріплена садиба одного з крупних феодалів Чернігово-Сіверщини Олександра Пісочинського.
В роки Німецько-радянської війни, за участь у партизанському русі села була частково спалено, а 92 мешканці села замордовані.
У 1965 році встановлено пам’ятник Т. Г. Шевченку.
12 червня 2020 року, відповідно до розпорядження Кабінету Міністрів України № 723-р «Про визначення адміністративних центрів та затвердження територій територіальних громад Сумської області», село увійшло до складу Кролевецької міської громади.
19 липня 2020 року, в результаті адміністративно-територіальної реформи та ліквідації Кролевецького району, увійшло до складу новоутвореного Конотопського району.

## Населення

### Мова
Розподіл населення за рідною мовою за даними перепису 2001 року:
| Мова       | Кількість | Відсоток |
| ---------- | --------- | -------- |
| українська | 619       | 94.94%   |
| російська  | 32        | 4.91%    |
| білоруська | 1         | 0.15%    |
| Усього     | 652       | 100%     |

## Пам'ятки
- Городище та залишки валу -  традиційно вважаються пам’яткою роменської археологічної культури та давньоруського часу.
- Облаштоване місце для відпочинку біля річки Клевені[5]

### Церква Святих Петра і Павла

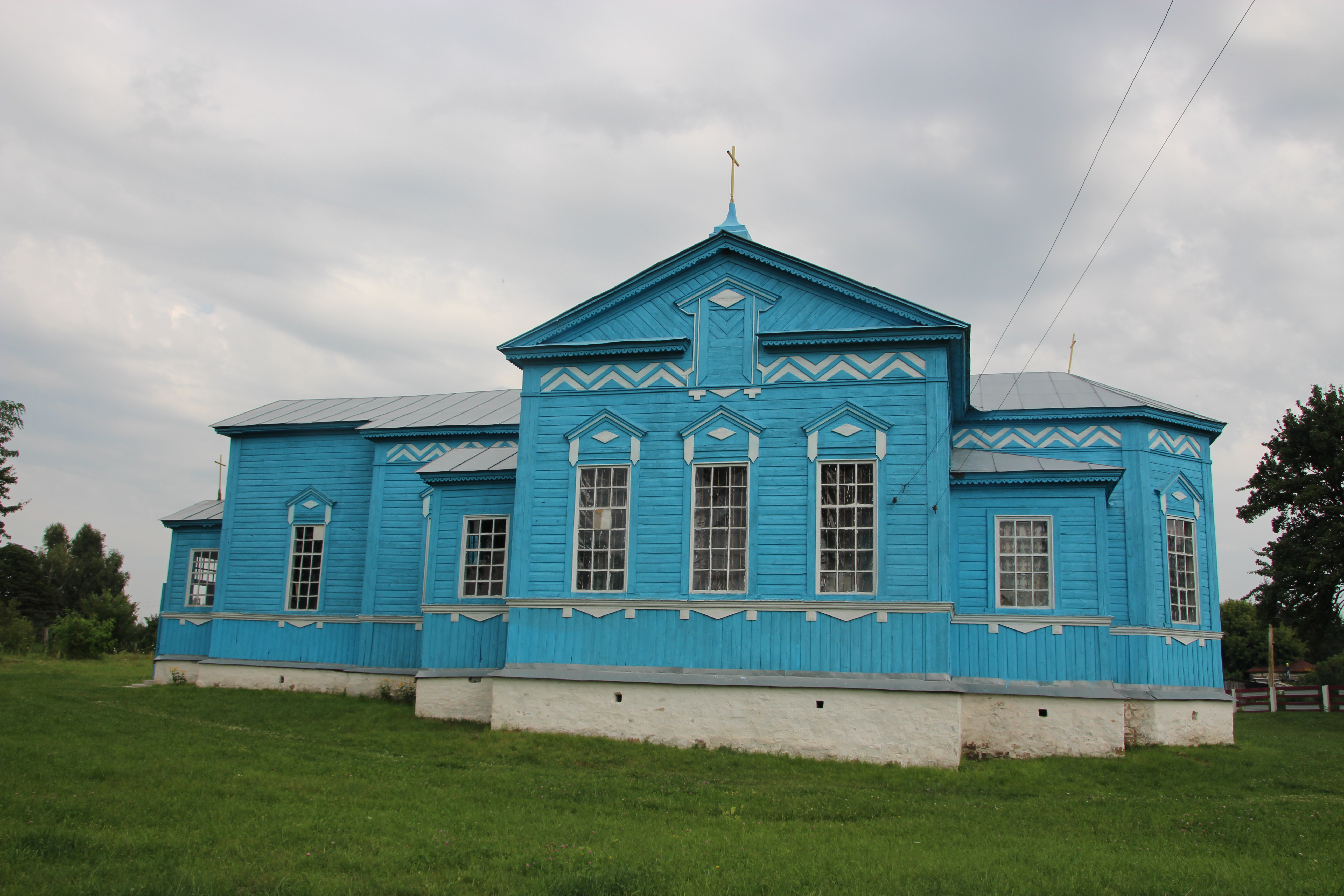
Петропавлівська церква

В селі знаходиться пам'ятка місцевого значення - церква Святих Петра і Павла, яка згадується в найдавнішому описі села за 1654 р. На той час церква була дерев'яна.
У 1770-х рр., коли село належало правителю тодішньої Малоросії генерал-фельдмаршалу графу Петру Румянцеву-Задунайському, на місці старої побудували нову дерев'яну церкву. Після того, як вона занепала, на її місці в 1902 р. звели нову дерев'яну одноверхую церква з дзвіницею в традиційних формах «єпархіального стилю».
У 1930-х рр. церкву закрили і переробили під сільський клуб. При цьому зруйнували церковну лазню і верхній ярус дзвіниці, внаслідок чого будівля втратила композиційну роль містобудівної домінанти. З 1941 р. будівля почала використовуватися за початковим призначенням. У 1959 р. церкву знову закрили.
У 1990 р. будівлю повернули місцевій громаді.

## Цікаві факти
Населення села належить до етнографічної підгрупи українців - литвинів, вони мають власну говірку.
У селі є своя набережна вздовж Клевені із дерев'яним містком і узвіз, вимощений бруківкою. Бічні вулички виходять на так зване болото.
У радянський час в селі діяв потужний духовий оркестр.

## Відомі люди
- Євтушенко Микола Сергійович (1957 - ) – український живописець. Картини нашого земляка прикрашають стіни Будинку культури.
- Медвідь Олег — український військовик, учасник російсько-української війни[8].